# Port de Kelnase
Le port de Kelnase (estonien : Kelnase sadam, code EE KLN) est un port de l'île de Prangli en Estonie.

## Présentation
Le port de Kelnase est situé sur la rive nord de l'île, où se trouvait un port de pêche avant la Seconde Guerre mondiale. 
Aujourd'hui, en plus des bateaux de pêche, des bateaux de plaisance s'amarrent dans le port.
Le port peut recevoir des bateaux d'une longueur jusqu'à 25 m et d'un tirant d'eau jusqu'à 2,5 m avec préavis. Il y a aussi une station-service dans le port.
Le port de Kelnase a été agrandi en 2007. 
L'ancien bâtiment de l'industrie de la pêche de Kelnas a été restauré dans le port, des animations sont  organisées dans le hangar culturel en été. 
Un point d'informations touristiques et un service de location de vélos sont ouverts.

## Ligne Kelnase-Leppneeme
La ligne maritime vers le port de Leppneeme part du port. Jusqu'en 2010, le Helge, puis le paquebot Vesta, et depuis 2013 le traversier Wrangö naviguaient sur cette route. 
Depuis 2010 la compagnie Kihnu Veeteede AS exploitait la ligne maritime. 
Depuis fin 2018, la ligne est exploitée par la compagnie Tuule Liinid OÜ,.

## Galerie

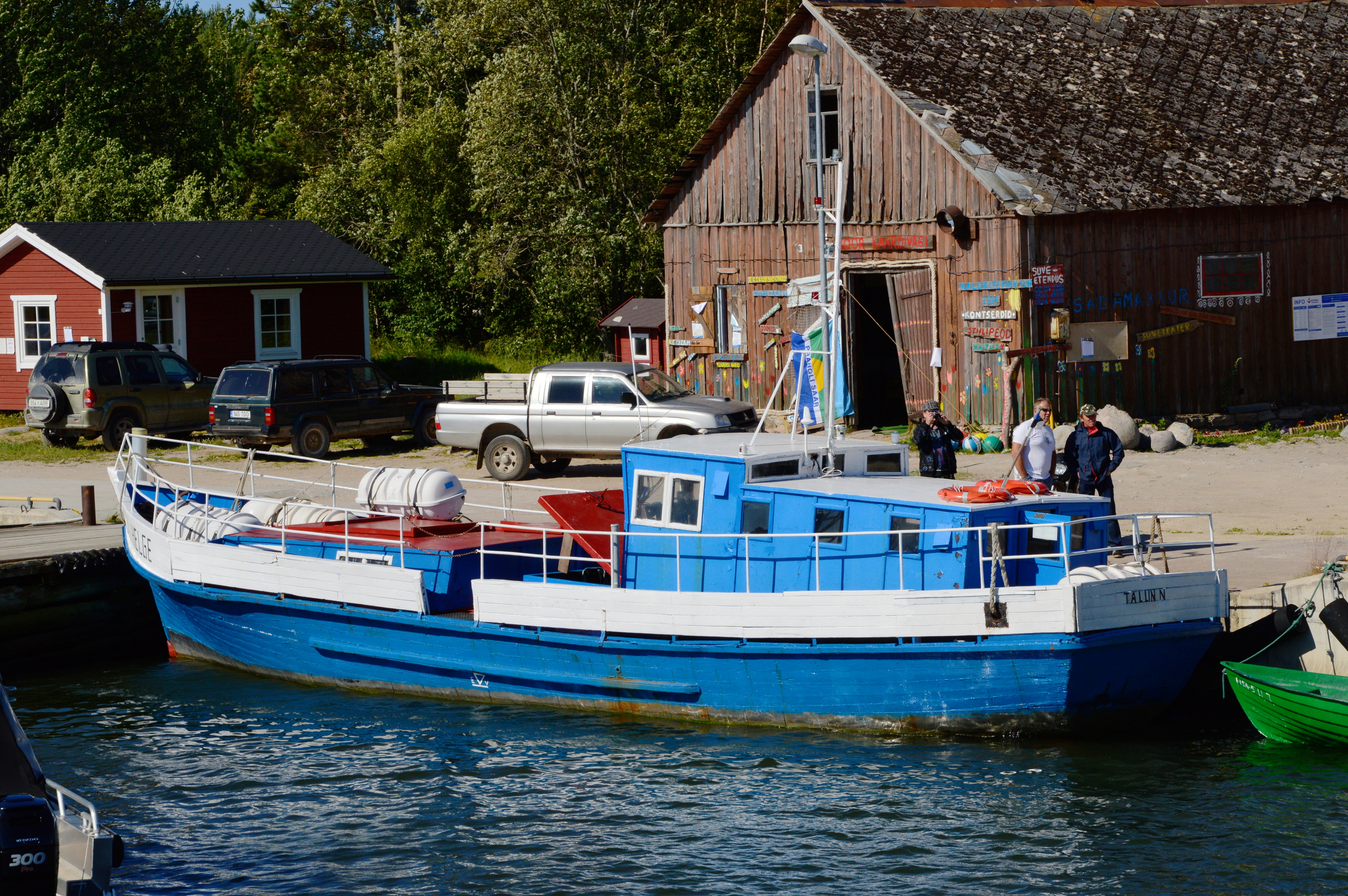
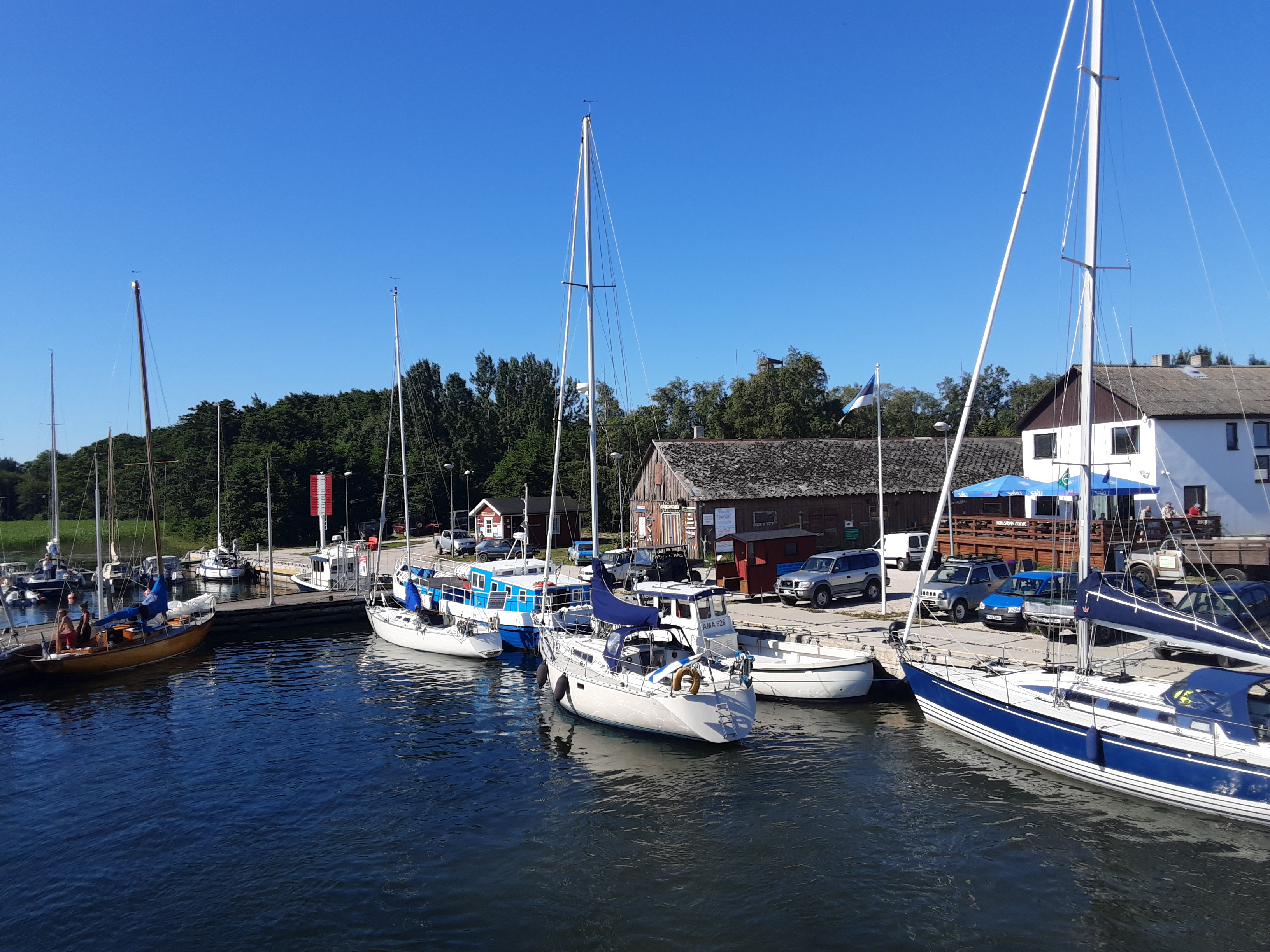
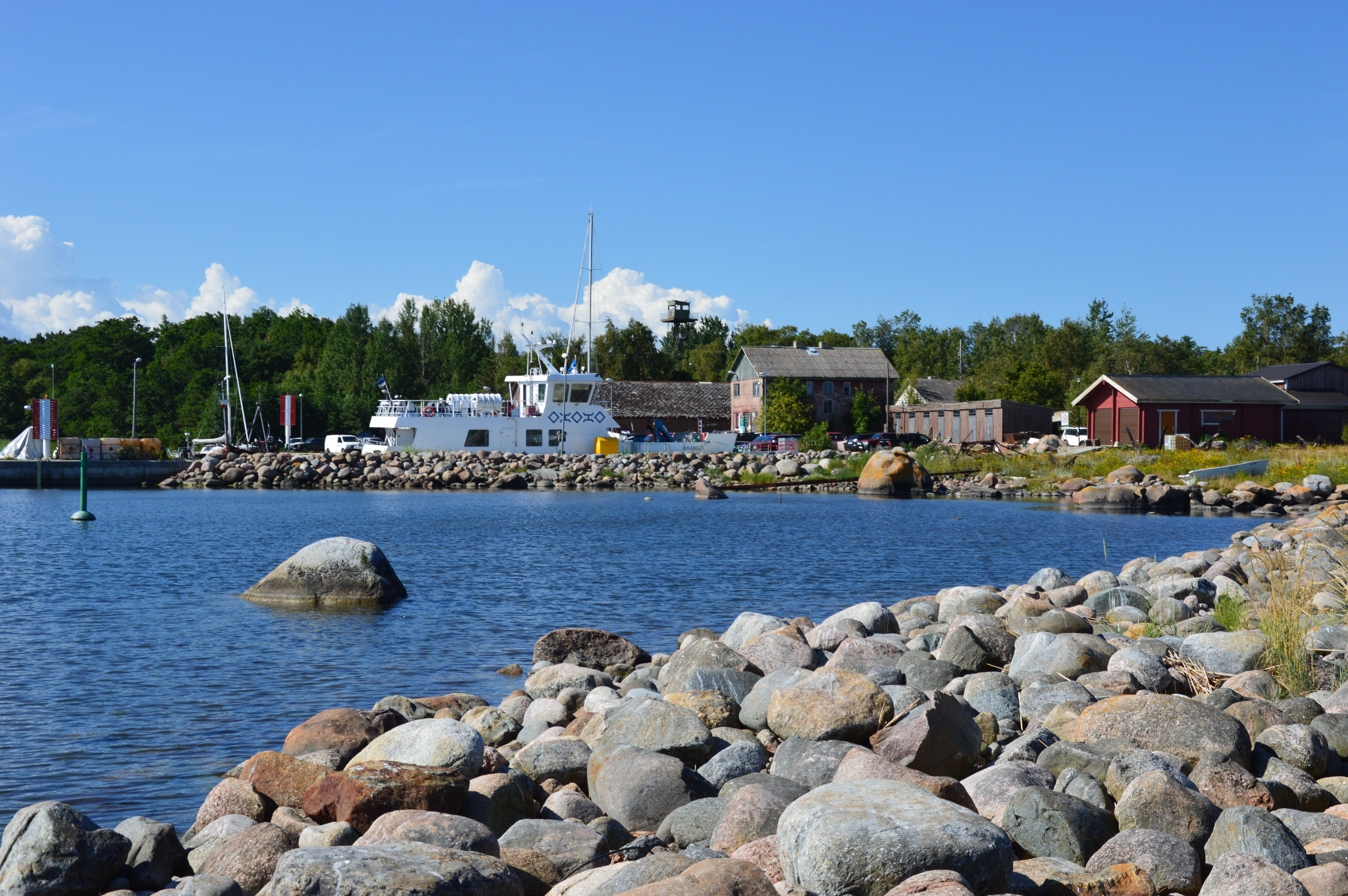